# 殭屍小子
《殭屍小子》為台灣出產的殭屍電影作品。
上映後，引起兒童模仿殭屍跳耀的動作，遭受台灣教育學者抨擊戕害兒童身心健康，並有立法委員於立法院質詢此殭屍電影氾濫問題，導致台灣行政院新聞局為有效嚇阻殭屍片的風潮，曾兩度裁定禁演。

## 人物角色
| 角色名稱 | 演員   | 備註                 |
| -------- | ------ | -------------------- |
| 金爺爺   | 金塗   | 茅山道士，恬恬的爺爺 |
| 恬恬     | 劉致妤 | 金爺爺的孫女         |
| 暴牙     | 黃國書 | 孤兒                 |
| 西瓜皮   | 劉至翰 | 孤兒                 |
| 小黑     | 陳子強 | 孤兒                 |
| 小虎     | 鄭同村 | 孤兒                 |
| 沙班主   | 黃仲裕 | 戲班班主             |
| 大殭屍   | 朱克榮 | 殭屍                 |
| 小殭屍   | 洪竟原 | 殭屍                 |
| 隊長     | 胖三   |                      |
| 長三道士 | 林光榮 | 茅山道士             |
| 錢老闆   | 陳松勇 |                      |
| 黃老闆   | 張順興 |                      |
| 大鬼     | 馬場   |                      |
|          | 朱克榮 |                      |

## 備註
1. ↑  1986年台灣票房 的存檔，存档日期2008-05-01.，〈台灣電影資料庫〉
2. ↑  西元1986年／民國75年[永久]，〈台灣電影筆記〉

## 外部連結
- 殭屍小子，〈臺灣電影網〉
- 開眼電影網上《殭屍小子》的資料（繁體中文）
- 香港影庫上《殭屍小子》的資料（繁體中文）
- 豆瓣电影上《殭屍小子》的資料 （简体中文）
- 互联网电影数据库（IMDb）上《殭屍小子》的资料（英文）